# غاستون دوفريسن
غاستون دوفريسن (بالفرنسية: Gaston Dufresne)‏
```
هو 
موسيقي
 
فرنسي
، ولد في 
9 سبتمبر
 
1898
 في 
مدينة ليل
 في 
فرنسا
، وتوفي في 
6 ديسمبر
 
1998
 في 
ساراسوتا
 في 
الولايات المتحدة
.
[
1
]
```